# Furnas dos Bolos
A Furnas dos Bolos é uma gruta portuguesa localizada no concelho de Santa Cruz da Graciosa, ilha Graciosa, arquipélago dos Açores.
Esta formação geológica apresenta uma geomorfologia com origem vulcânica